# Gorbănești
Gorbănești – wieś w Rumunii, w okręgu Botoszany, w gminie Gorbănești. W 2011 roku liczyła 1042 mieszkańców.